# Olaf Stampf
Olaf Stampf (geb. 1966 in Hamburg-Harburg) ist Redakteur beim SPIEGEL-Verlag.
Er studierte Physik in Hamburg und Münster und kam 1992 zum SPIEGEL. Seit 1999 war er stellvertretender Leiter und seit 2001 Leiter des dortigen Wissenschaftsressorts. Seit 2023 ist er Autor mit besonderen Aufgaben im Wissenschaftsressort des SPIEGEL.

## Werke
- Lernen fürs Leben. Spiegel-Verlag Augstein, Hamburg 2004
- Von Einstein bis zum Designer-Baby – Die besten Wissenschaftsgeschichten aus 70 Jahren SPIEGEL. SPIEGEL-Verlag, Hamburg 2017

Artikel
- Abschied vom Weltuntergang. In: Der Spiegel. Nr. 19, 2007 (online).

## Auszeichnung
Olaf Stampf bekam 1997 in Hamburg den Hugo-Junkers-Preis der Deutschen Luft- und Raumfahrtpresse für den Beitrag: Aufbruch zur Neuen Welt (Der Spiegel).